# 파키스탄의 역사
파키스탄의 역사(History of Pakistan)는 1947년에 영국으로부터 독립을 하면서부터 시작된다. 또한 파키스탄 독립에 이르기까지 역사에 대해서는, 인도의 역사이기도 하다.

## 선사시대
구석기시대의 소라니안 유적, 신석기시대의 메르가르 유적 등이 있다. 또한 청동기 시대에는 인더스 문명을 꽃피웠다.

## 고대시대
인더스강유역에서 베다 시대 문명을 꽃피웠다. 아케메네스 제국이 침공하여 인더스 강 유역을 차지했다. 그 후 450 BC경 로즈 왕조가 신드 지역을 지배했다.
알렉산더 대왕의 마케도니아 제국이 박트리아를 침공했다. 그 후 마우리아 제국이 인도 대부분을 차지했다. 그 뒤 그리스-박트리아 왕국으로 이어진다.

## 고전 시대 - 중세
인도-그리스 왕국, 인도-스키타이, 인도-파르티아 왕국, 쿠샨 제국, 쿠샨-사산 왕국, 굽타 제국, 라이 왕조, 브라만 왕조가 파키스탄을 지배했다. 이후 아랍계 정통 칼리파조와 우마이야 왕조가 파키스탄 지역을 차지했다.

## 중세
가즈나 제국, 일 칸국, 삼마 왕조 등이 파키스탄을 지배했다. 
무굴 제국이 오늘날의 파키스탄과 인도를 통일했으나 이후 오늘날의 파키스탄 지역은 대체로 두라니 제국이 지배한다. 또 일부지역은 마라타 왕국이 세워진다. 그러다가 영국 동인도 회사에 점령되어 인도 제국이 세워진다.

## 독립운동기

### 전인도 무슬림 연맹
1906년에 벵골 분할령에 찬성하면서 전인도 무슬림 연맹이 결성되었다.

### 무슬림의 본고장을 만들자는 운동
1929년 영국 총선에서 노동당 정권이 약해졌다. 인도의 자치에 대한 목소리가 높아지면서 무슬림의 국민국가를 만들자는 운동이 있었다. 1933년에는 파키스탄 선언이 발표되어 영국령 인도의 서북부인 현재의 파키스탄 지역을 파키스탄으로 명명했다. 1940년 3월 23일에 라호르 결의가 채택되어 인도 서북부와 동부에 무슬림 다수 국가의 건설을 요구했다.

## 독립 이후

### 독립과 제1차 인도-파키스탄 전쟁
1947년 8월 14일, 영국에서 독립한 파키스탄이 성립되었다. 인도와는 별도로 독립이라는 형태로 무슬림 다거주 지역을 중심으로 구성되었다. 그 영역은 현재 파키스탄 외에도 벵골의 일부(현 방글라데시)를 포함한 것이었다. 또한, 국가 체제로 영국 국왕을 원수로 받드는 영연방 왕국이었다.
독립 후 곧 카슈미르 지방의 귀속을 둘러싸고 제1차 인도-파키스탄 전쟁이 발발했다. 카슈미르 지역은 한때 잠무 카슈미르 토후국으로 영국령 인도 제국의 일부를 구성하였다. 그 번왕은 힌두교도였지만, 주민의 다수는 이슬람교도였던 상황이었다. 따라서 이 지역의 귀속을 둘러싸고 파키스탄과 인도 사이에 충돌이 생겼기 때문에, 양국의 군대가 파견되어 전쟁에 이른 것이다. 이 양자의 충돌은 유엔의 중재로 휴전되었다.

### 군정
이 인도-파키스탄 전쟁 중에, "건국의 아버지"로 파키스탄을 이끈 무하마드 알리 진나 총독이 1948년 9월 사망했다. 또한 리야카토 알리 칸 총리가 1951년 암살됨으로써 불안한 정국이 계속되었다. 이런 가운데 1958년 군사 쿠데타에 의해 아유부 칸이 독재 정권을 수립했다. 또, 이전의 1956년 파키스탄 이슬람 공화국 헌법이 제정되어("이슬람 공화국"라고 내걸고 있지만, 헌법의 내용 자체는 정교 분리에 근거하는) 영국연방에서 독립했다. 경제 쪽에서는 5개년 계획이 만들어지고, 고도 경제 성장이 시작되었다.
파키스탄은 인도와의 경쟁에서 대국으로의 접근을 필요로했다. 따라서 1954년 5월 미국과 상호방위조약을 맺은 것을 시작으로, 같은 해 9 월에는 SEATO(동남아시아조약기구, 동남 아시아 집단 방위 조약기구 등과도)의 일원이되었다. 또한 1955년 미국 주도의 반공 동맹인 METO(중동조약기구)에도 가입했다. 아랍 세계에서는 민족주의가 고조되고, 인도가 사실상 친소 비동맹주의의 입장에 서자, 미국도 파키스탄이 서방과의 관계를 강화하는 것은 냉전 하에서 전략적으로 필요한 것이었다.
1960년대에 이러한 외교 관계에 변화가 생긴다. 1962년 중소국경분쟁으로 중국과 인도가 충돌이 일어나고 이런 가운데 아유부 칸 군사 정권은 인도와의 경쟁 관계에 있는 중국에 접근하여, 카슈미르 문제를 유리하게 풀려고 하였다. (이 때 협상에서 외무 장관으로 활약한가 나중에 대통령이 된 줄피카르 알리 부토였다.) 이렇게 영토 문제를 재연하여, 1965년부터 제2차 인도-파키스탄 전쟁이 발발했다. 이 때에도 유엔의 중재로 휴전을 하였으며, 소련의 중재 하에 타쉬켄트 선언이 발표되었다. 어쨌든 이 전쟁에서 파키스탄은 아무것도 할 수 없었다. 이 사건에서 아유부 칸과 부토의 관계는 악화되었고, 외상 사임 후 부토 파키스탄 인민당을 창당했다.

## 같이 보기
- 아시아의 역사
- 파키스탄의 대통령 목록
- 파키스탄의 정치